# Вільхівець (ботанічна пам'ятка природи)
Вільхіве́ць — ботанічна пам'ятка природи місцевого значення в Україні. Об'єкт розташований на території Надвірнянського району Івано-Франківської області, Зарічанське лісництво, квартал 1, виділ 24 ДП «Делятинського ЛГ»
Площа — 8,7 га, статус отриманий у 1993 році.